# 瑪麗·弗蕾德里克·夏洛特
瑪麗·弗蕾德里克·夏洛特（德語：Marie Friederike Charlotte，1816年10月30日—1887年1月4日），符騰堡國王威廉一世與俄羅斯女大公葉卡捷琳娜·巴甫洛夫娜的長女。

## 婚姻
1837年，阿爾弗萊德·馮·奈佩格伯爵在其第一任妻子約瑟芬娜·格里索尼伯爵夫人去世後，於1840年3月19日與威廉一世國王的女兒瑪麗公主結婚，隨即他調任符騰堡軍隊，並在那裡擔任少將。

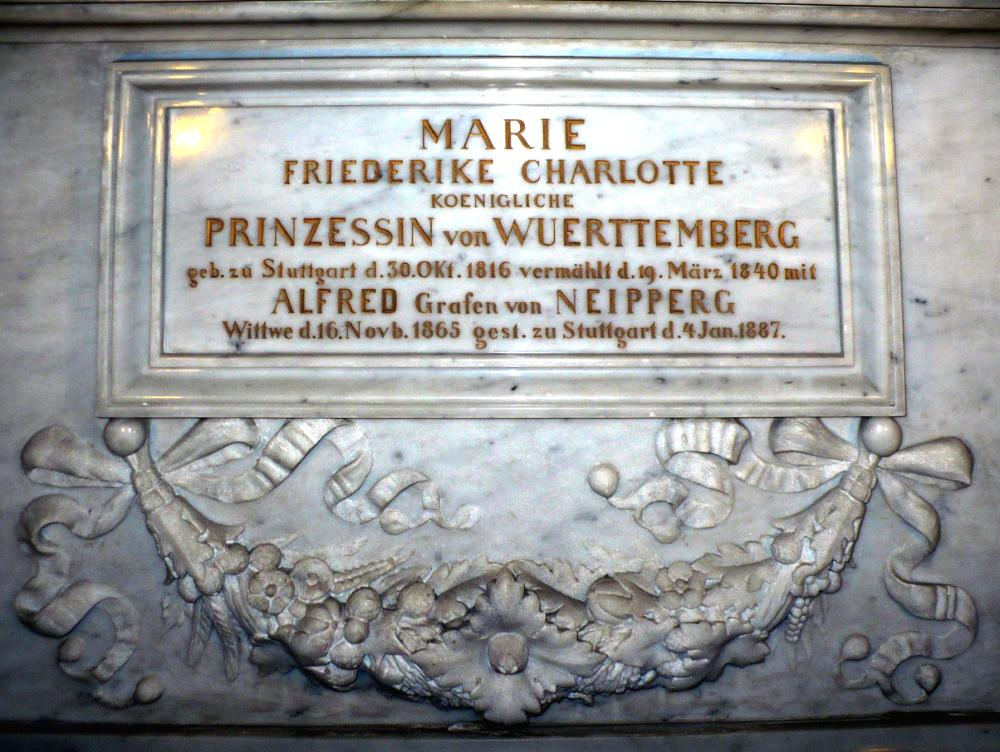
符腾堡山顶墓堂的大理石棺材

## 墓葬
1887年瑪麗公主去世後下葬在符腾堡山顶墓堂的大理石棺材中，與父母合葬。